# Terry’s Chocolate Orange

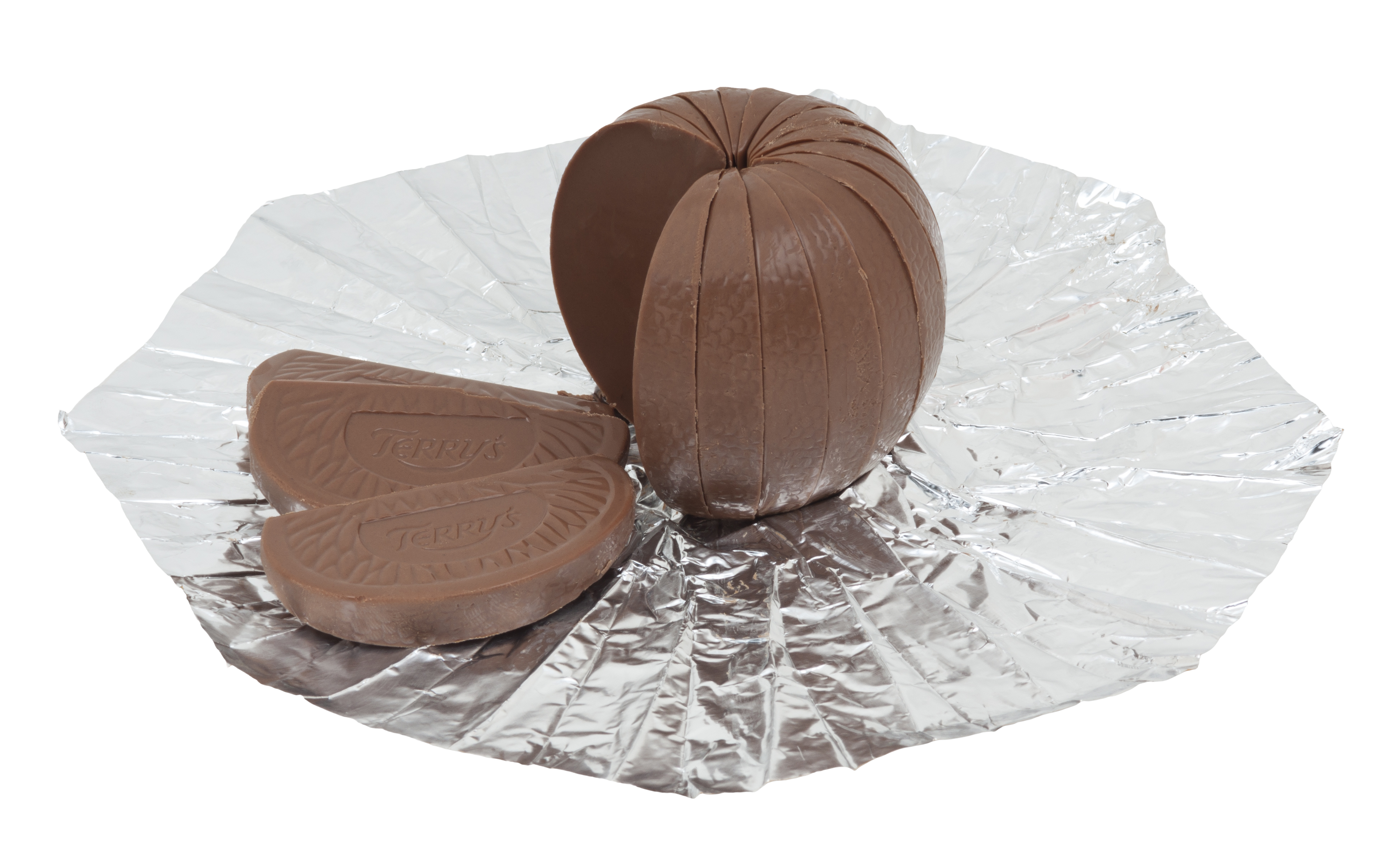
Terry’s Chocolate Orange po rozpakowaniu

Terry’s Chocolate Orange – wyrób czekoladowy przypominający kształtem owoc pomarańczy, aromatyzowany olejkiem pomarańczowym, sprzedawany głównie na rynku brytyjskim, kojarzony szczególnie z okresem przedbożonarodzeniowym. Producentem oraz właścicielem powiązanych znaków towarowych jest francuskie przedsiębiorstwo Carambar & Co.

## Historia

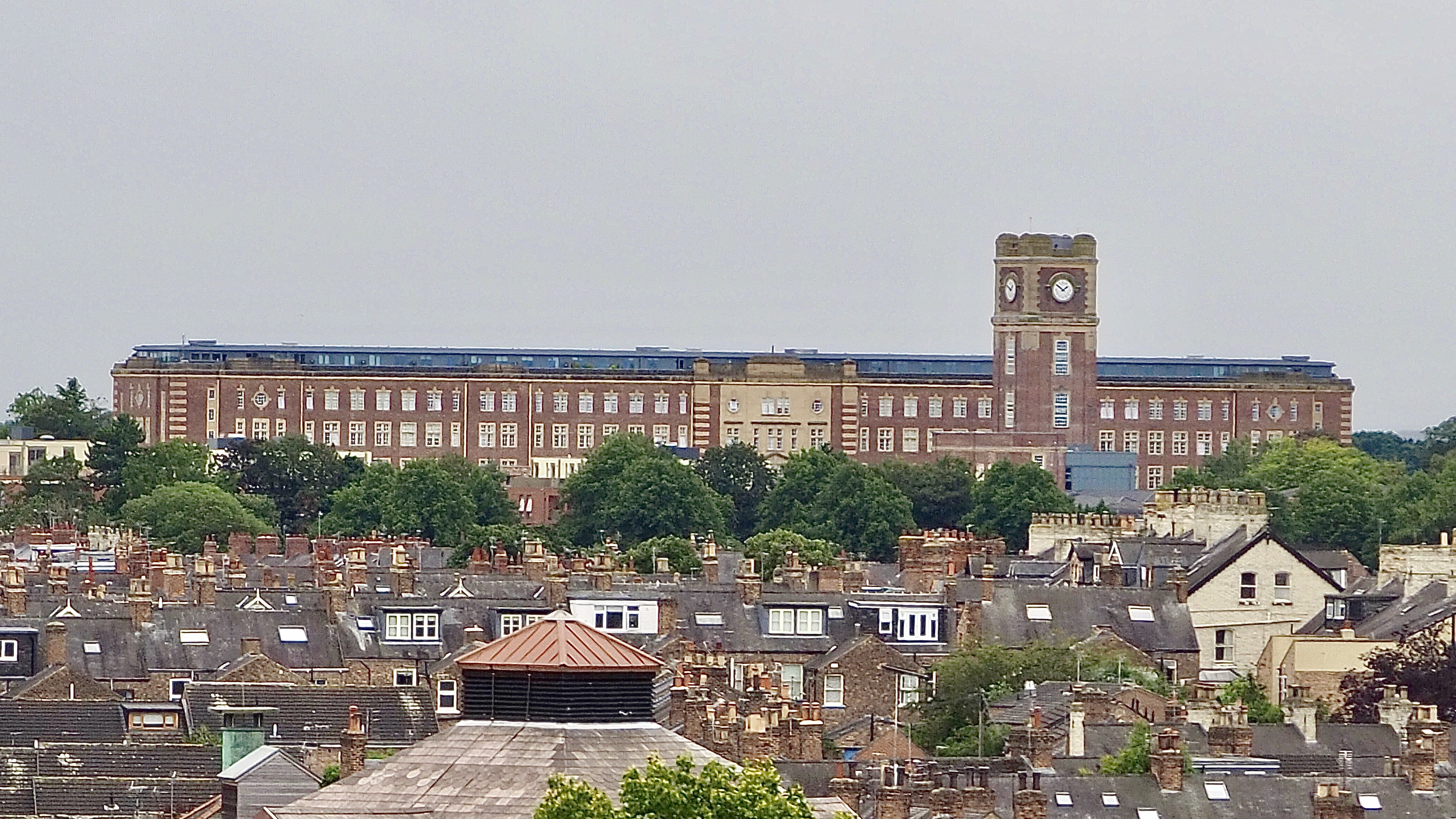
Terry’s Chocolate Works, dawny zakład produkcyjny w Yorku

Produkt wprowadzony został na rynek w 1932 roku przez brytyjskie przedsiębiorstwo Terry’s z siedzibą w Yorku, gdzie przez wiele lat prowadzono jego produkcję. Stał się jednym z głównych wyrobów w ofercie firmy, obok czekoladowych jaj wielkanocnych i czekoladek. Wyrób bazował na produkowanych od 1926 roku „czekoladowych jabłkach”, o mocno zbliżonym kształcie i aromacie jabłkowym; ich produkcji zaprzestano w 1954 roku. W latach 1979–1982 w ofercie firmy znajdowały się także „czekoladowe cytryny”.
Od 1993 roku właścicielem marki i producentem tych słodyczy był amerykański koncern Kraft Foods (po podziale przedsiębiorstwa w 2012 roku: Mondelēz International). Pierwotną fabrykę Terry’s w Yorku zamknięto w 2005 roku, a produkcję przeniesiono do Polski, do zakładu w Jankowicach pod Poznaniem. Całość produkcji była przeznaczona na eksport. Według The Sun przez pewien czas wyrób wytwarzano także w Czechach. W 2018 roku prawa do marki Terry’s wykupiło francuskie przedsiębiorstwo Carambar & Co., które jest odtąd wyłącznym producentem tego wyrobu. Produkcja odbywa się w zakładzie w Strasburgu.
Kolekcja dawnych opakowań, katalogów reklamowych i innych artefaktów związanych z tym oraz innymi wyrobami firmy Terry’s, znajduje się w posiadaniu York Castle Museum.

## Opis
Wyrób ma postać kuli, w całości wykonanej z czekolady, na którą składa się 20 segmentów kształtem przypominających cząstki pomarańczy. Segmenty ściśle do siebie przylegają, choć nie są wzajemnie połączone. Są natomiast połączone z podłużnym rdzeniem przebiegającym przez środek kuli. Przed spożyciem produkt z reguły rozbija się poprzez uderzenie, w następstwie czego segmenty ulegają separacji. Masa produktu wynosi 157 g (do 2016 roku: 175 g), rozmiarem przypomina mały owoc pomarańczy. Całość zawinięta jest w folię aluminiową.
Łagodny pomarańczowy posmak wyrobowi nadaje olejek pomarańczowy. Pozbawiony jest on kwaśności owocu.
Poza klasyczną wersją produktu, która wykonana jest z czekolady mlecznej, w sprzedaży znajdują się warianty z czekolady gorzkiej i białej. Sprzedawane są także produkty pochodne, m.in. w formie batonów czy torebek zawierających indywidualnie pakowane cząsteczki „pomarańczy”.

## Sprzedaż

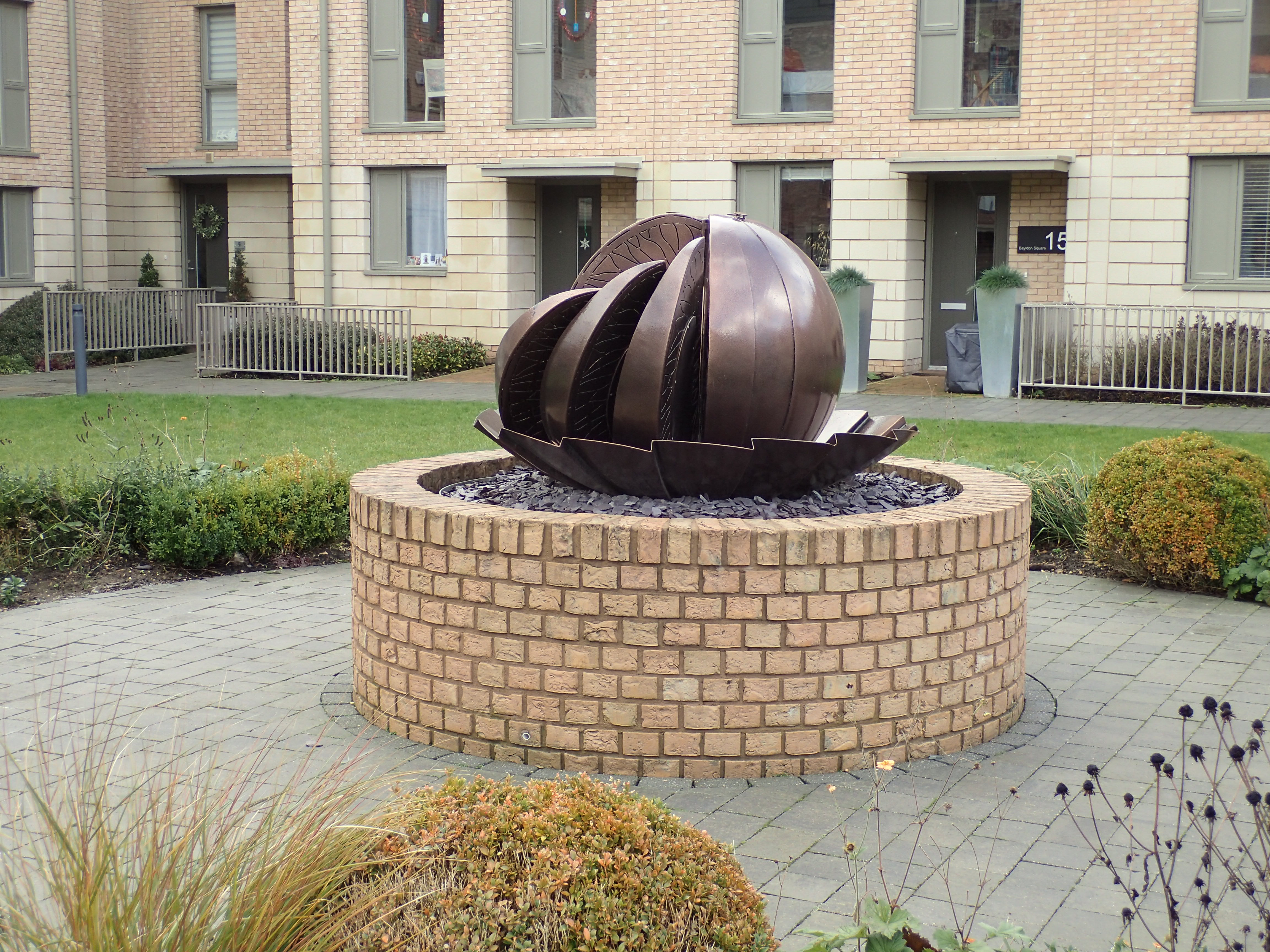
Rzeźba przedstawiająca Terry’s Chocolate Orange

Roczna wielkość produkcji w 2018 roku wynosiła 44 mln sztuk, z czego 32 mln przeznaczone były na rynek brytyjski. Główne rynki sprzedaży poza Wielką Brytanią to Stany Zjednoczone, Australia, Nowa Zelandia i Japonia, gdzie wielu nabywców to brytyjscy ekspatrianci. Produkt nie znajduje się w sprzedaży detalicznej we Francji, gdzie jest produkowany. Terry’s Chocolate Orange należy do najpopularniejszych słodyczy na rynku brytyjskim. W 2022 roku szacowano, że każdego roku wyrób ten kupowany jest przez 9 mln brytyjskich gospodarstw domowych.
Wyrób cieszy się szczególną popularnością w okresie poprzedzającym Boże Narodzenie, na co wpływ miały m.in. telewizyjne kampanie reklamowe lat 90. XX wieku, z udziałem aktorki Dawn French. Słodycze te wykorzystywane są m.in. jako wypełniacz skarpet świątecznych.